# Niederneukirchen
Niederneukirchen è un comune austriaco di 2 023 abitanti nel distretto di Linz-Land, in Alta Austria.